# Hygophum proximum
Hygophum proximum är en fiskart som beskrevs av Becker, 1965. Hygophum proximum ingår i släktet Hygophum och familjen prickfiskar. IUCN kategoriserar arten globalt som livskraftig. Inga underarter finns listade i Catalogue of Life.